# Krzeszowice
Krzeszowice ist eine Stadt im Powiat Krakowski der Woiwodschaft Kleinpolen in Polen. Sie hat rund 10.000 Einwohner und ist Sitz der gleichnamigen Stadt-und-Land-Gemeinde mit etwa 32.300 Einwohnern. Die Stadt hatte den Status eines staatlich anerkannten Kurorts.

## Geografische Lage
Krzeszowice liegt im Südosten Polens, etwa 25 Kilometer nordwestlich des Stadtzentrums von Krakau. Die Staatsgrenze zur Slowakei verläuft 60 Kilometer südlich.

## Geschichte

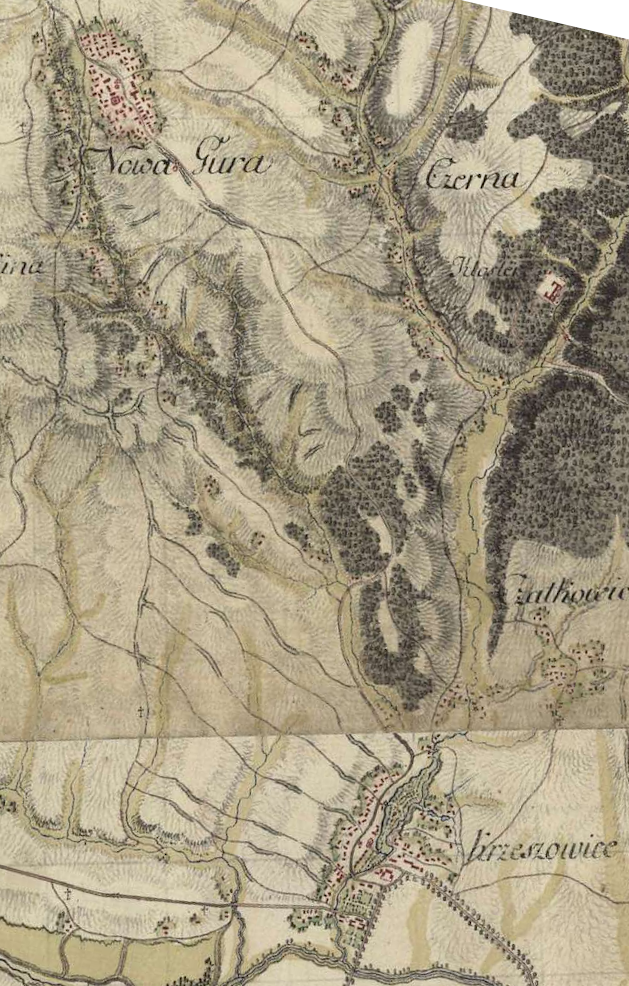
Nowa Góra und Krzeszowice auf einer österreichischen Karte Westgaliziens aus dem frühen 19. Jahrhundert

Die erste urkundliche Erwähnung einer Siedlung an der Stelle des heutigen Krzeszowice erfolgte im Jahr 1286 mit der Vergabe des Schulzenamts vom Krakauer Bischof Paweł an Fryczko Freton, den Vogt von Beuthen im Dorf Cressouicy. 1555 wurde der Ort Besitz von Stanisław Tęczyński, des Gutsbesitzers der Burg Tenczyn. 1625 erfolgte die erste schriftliche Erwähnung der Nutzung von sulfathaltigem Wasser zur Heilung von Vieh in der Chronik der Pfarrgemeinde. 1778 eröffnete auf Grund der Quelle mit schwefelhaltigem Wasser August Czartoryski ein Bad.
Bei der dritten Teilung Polens wurde es 1795 Teil des habsburgischen Kaiserreichs. In den Jahren 1815–1846 gehörte es zur Republik Krakau, 1846 wurde es als Teil des Großherzogtums Krakau wieder in die Länder des Kaisertums Österreich annektiert. Nach der Aufhebung der Patrimonialherrschaften bildete es eine Gemeinde im Gerichtsbezirk Jaworzno im Bezirk Chrzanów. 1832 bis 1844 wurde eine neogotische Kirche errichtet. Der Anschluss an das Schienennetz nach Krakau erfolgte im Jahr 1847. 1850 bis 1855 wurde ein Palast im Stil der italienischen Renaissance errichtet. Zum Palast gehört ein Englischer Landschaftsgarten mit einer Fläche von zwölf Hektar. Zu dieser Zeit stieg die Bedeutung des Orts zugunsten von Nowa Góra als neuer Mittelpunkt der näheren Umgebung.
1900 hatte die Gemeinde Krzeszowice eine Fläche von 575 Hektar, 220 Häuser mit 2007 Einwohnern, davon waren 1935 polnischsprachig, 17 deutschsprachig, 11 anderer Sprache, 1687 waren römisch-katholisch, 308 israelitisch und 10 evangelisch.
1918, nach dem Ende des Ersten Weltkriegs und dem Zusammenbruch der k.u.k. Monarchie, wurde Krzeszowice Teil Polens. Im Jahr 1924 erhielt der Ort Kleinstadtrecht (status miasteczka). Vier Jahre darauf wurde der Ort zum Kurort ernannt und 18. Oktober 1933 erhielt Krzeszowice Stadtrecht.
Im September 1939 wurde die Stadt während des Überfalls auf Polen von der deutschen Wehrmacht eingenommen und Teil des Generalgouvernements für die besetzten polnischen Gebiete. 1940 wurde der Palast von den Deutschen restauriert, umgebaut und anschließend als Haus Kressendorf Privatresidenz des Generalgouverneurs Hans Frank. Die Stadt selbst wurde 1941–1945 in Kressendorf umbenannt. 1945 endete die Besatzung der Deutschen und die Stadt wurde wie schon 1918 bis 1939 Teil Polens.

## Gemeinde
Die Stadt-und-Land-Gemeinde (gmina miejsko-wiejska) umfasst neben der namensgebenden Stadt 18 Dörfer mit Schulzenämtern. Im Jahr 2008 wurde Krzeszowice zusammen mit 19 Gemeinden Europas – in Deutschland, Polen, Italien und Spanien – für den spanischen Dokumentarfilm „Gemeinden Europas“ (Pueblos de Europa) ausgewählt.

## Kultur und Sehenswürdigkeiten

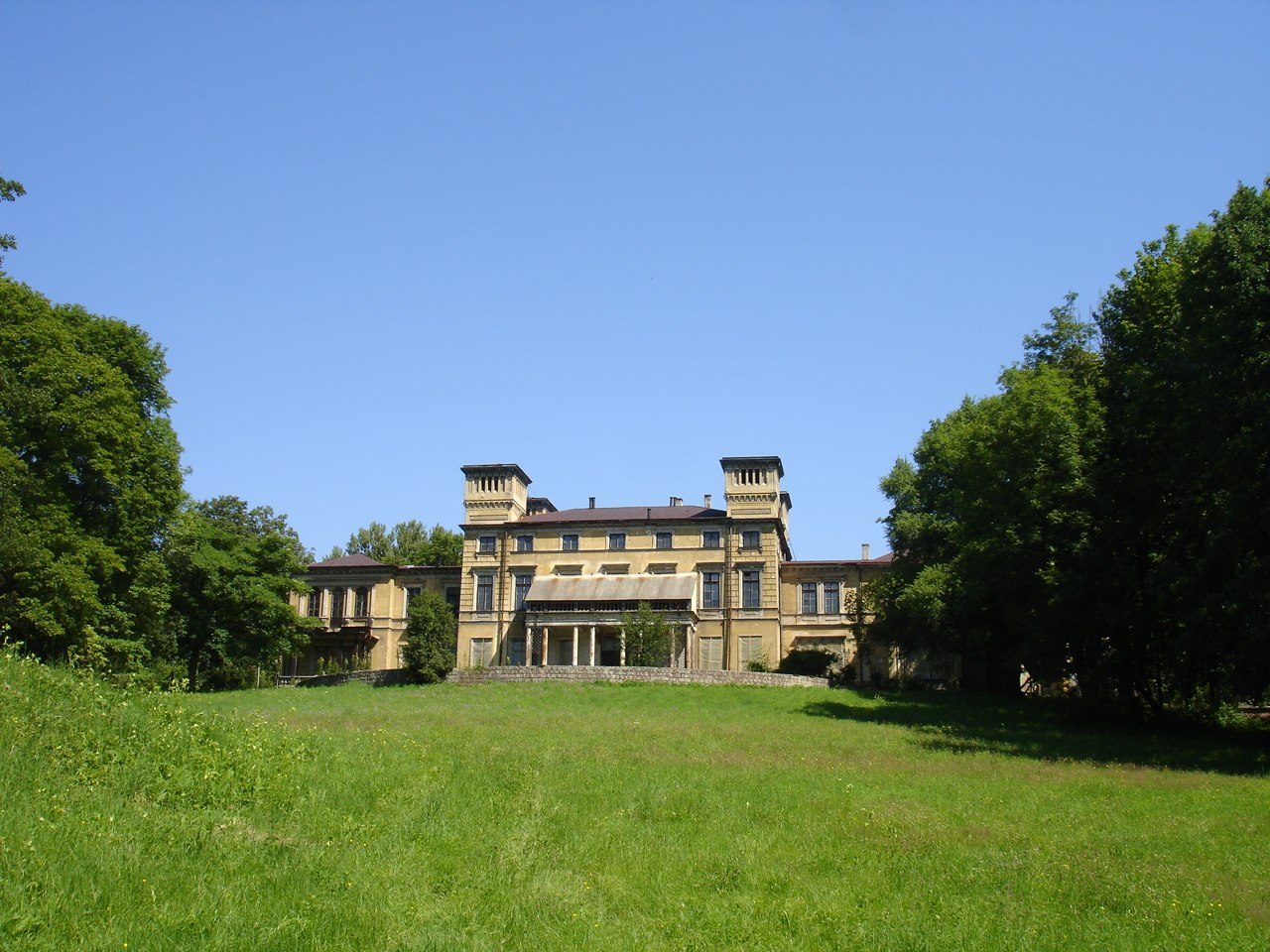
Potocki-Palast

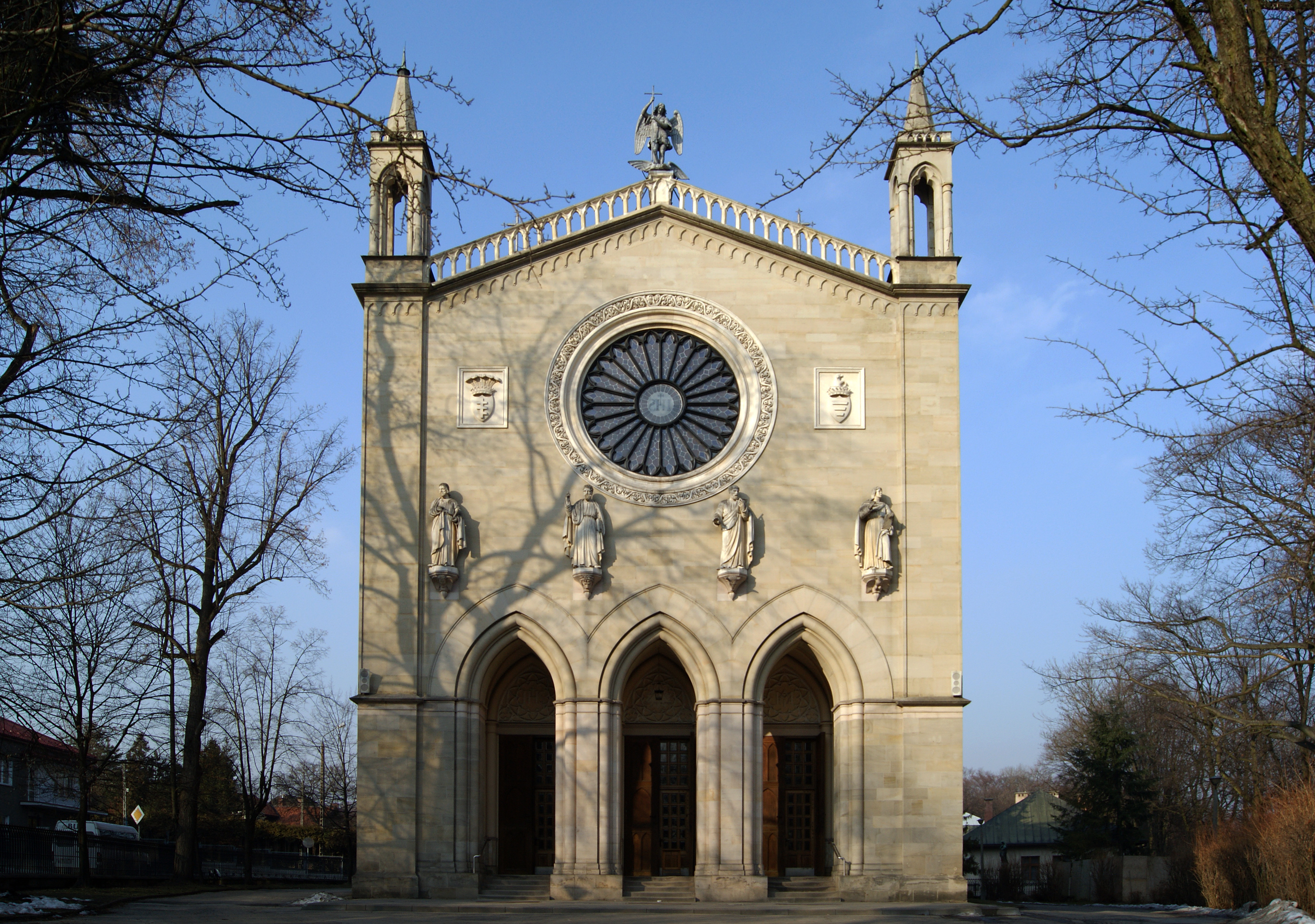
Kirche des Heiligen Martin

Die Stadt hat ein Heimatmuseum (Muzeum Ziemi Krzeszowickiej).

### Bauwerke
- Der Potocki-Palast stammt aus der Mitte des 19. Jahrhunderts.
- Die Kirche St. Martin (Kościół św. Marcina) wurde im 19. Jahrhundert nach Plänen von Charles Percier, Léonard Fontaine und Karl Friedrich Schinkel errichtet.
- der Vauxhal-Palast
- die Kapelle des Heiligen Stanislaus (Kaplica pw.Św.Stanisława)
- die Kapelle der Muttergottes (Kapliczka pod Matką Boską)

## Verkehr
Durch die Stadt verläuft von West nach Ost die Landesstraße 79 (droga krajowa 79). In östlicher Richtung führt sie nach etwa 17 Kilometer nach Krakau und verläuft dort gemeinsam mit der Landesstraße 7. In westlicher Richtung verläuft sie nach 15 Kilometern durch Chrzanów.
Etwa fünf Kilometer südlich von Krzeszowice verläuft die Autobahn 4, die nächste Auffahrt findet sich beim sechs Kilometer entfernten Rudno.
Krzeszowice liegt an der Bahnstrecke Dąbrowa Górnicza Ząbkowice–Kraków.
Der nächste internationale Flughafen ist der etwa 14 Kilometer südöstlich gelegene Flughafen Johannes Paul II. Krakau-Balice.

## Söhne und Töchter der Stadt
- Felicjan Szopski (1865–1939), Komponist, Musikpädagoge und -kritiker
- Olga Drahonowska-Małkowska (1888–1979), Gründerin der Polnischen Pfadfinderschaft (mit ihrem Ehemann Andrzej Małkowski)
- Stanislaw Czycz (1929–1996), Dichter
- Andrzej Adamczyk (* 1959), Politiker
- Agnieszka Czopek (* 1964), Schwimmerin